# Crossopriza
Crossopriza is een geslacht van spinnen uit de familie trilspinnen (Pholcidae). 

## Soorten
Het geslacht kent de volgende soorten:
- Crossopriza cylindrogaster Simon, 1907
- Crossopriza johncloudsleyi Deeleman-Reinhold & van Harten, 2001
- Crossopriza lyoni (Blackwall, 1867)
- Crossopriza nigrescens Millot, 1946
- Crossopriza pristina (Simon, 1890)
- Crossopriza semicaudata (O. P.-Cambridge, 1876)
- Crossopriza soudanensis Millot, 1941